# Vanhakaupunki
Vanhakaupunki (suédois : Gammelstaden) est un quartier d'Helsinki, la capitale de la Finlande, c'est aussi le nom d'un district qui englobe le quartier éponyme.

## Description
Le nom du quartier fait référence à l'histoire de la naissance d'Helsinki, car le nom de la zone signifie littéralement la "vieille ville"; le roi Gustave Ier Vasa de Suède a fondé Helsinki en 1550 dans le village médiéval de Koskela, qui fait partie de Vanhakaupunki.
Aujourd'hui, Vanhakaupunki est une zone de 0,35 km² sur le côté ouest de la baie Vanhankaupunginlahti à Helsinki.
Traversant Vanhakaupunki, l'extrémité nord de Hämeentie, qui fait partie de l'ancienne route qui menait à l'est et au nord d'Helsinki.
L'ancien tracé de la route continue en travers le Vantaanjoki le long de l'actuelle Viikintie.
La rue Kustaa Vaasan tie passe directement à l'ouest de Vanhakaupunki, menant directement à la Lahdenväylä.

### Le quartier de Vanhakaupunki
Le quartier (en finnois : Vanhakaupungin kaupunginosa) a 196 habitants (1.1.2004) sur une superficie de 0,32 km2.

### Le district de Vanhakaupunki
Le district (en finnois : Vanhakaupungin peruspiiri) a 19545 habitants et une superficie de 5,38 km2.

## Lieux et monuments
- Kuninkaankartanonsaari
- Vanhankaupunginkoski
- Musée de la technologie
- Vanhankaupunginlahti

## Galerie

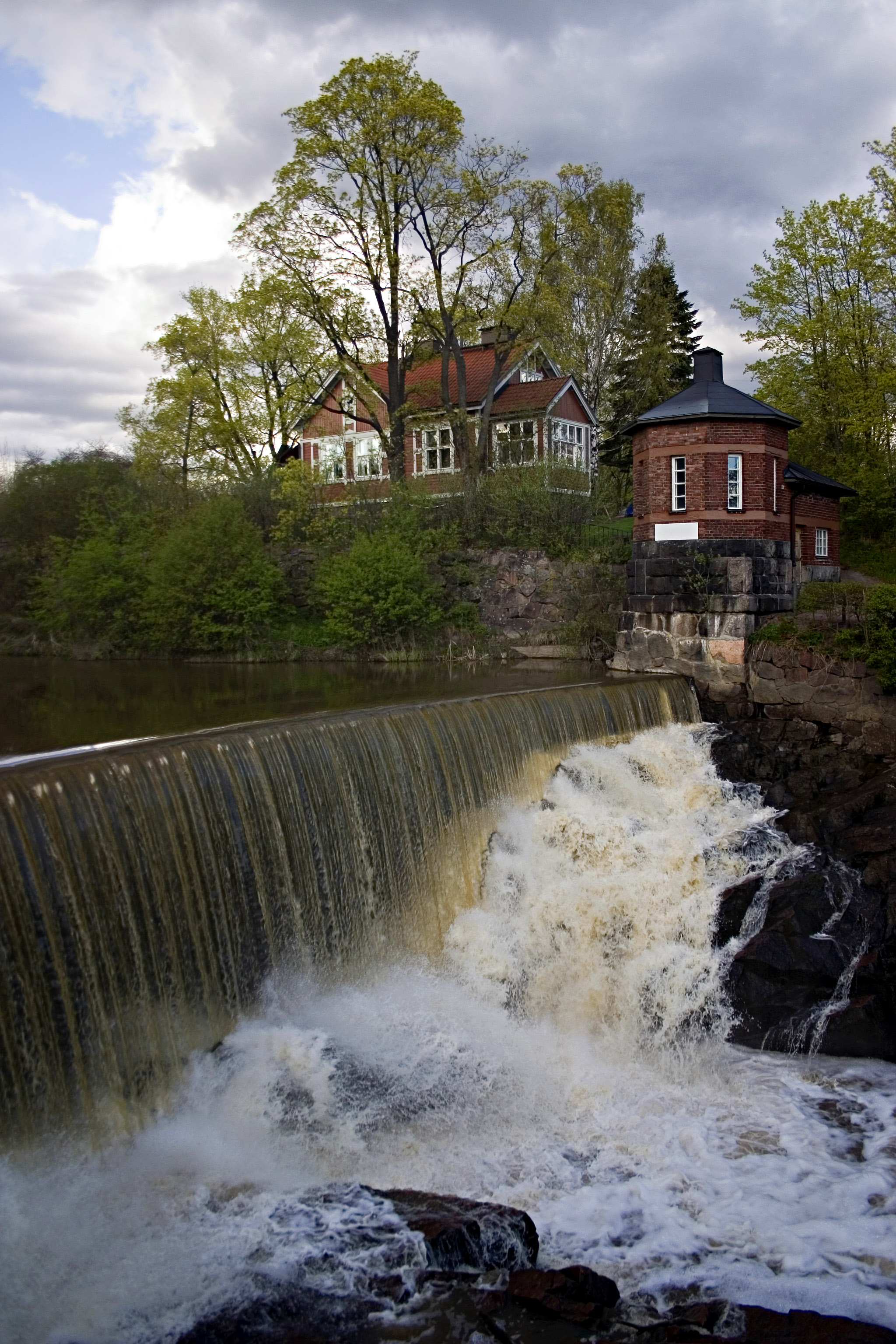
Le rapide de Vanhankaupunki[1].
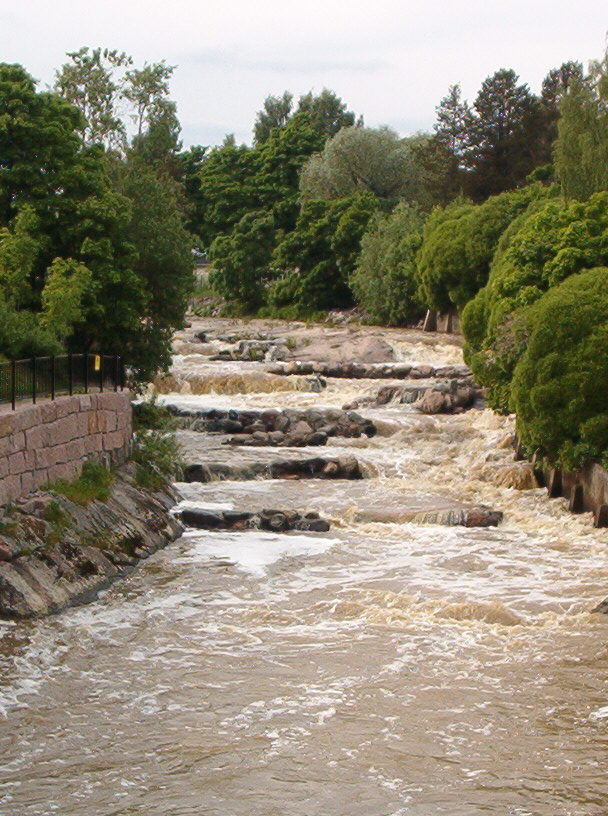
Le rapide de Vanhankaupunki [2].
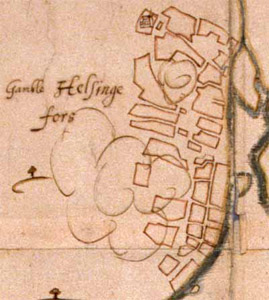
Carte de Vanhankaupunki en 1645.

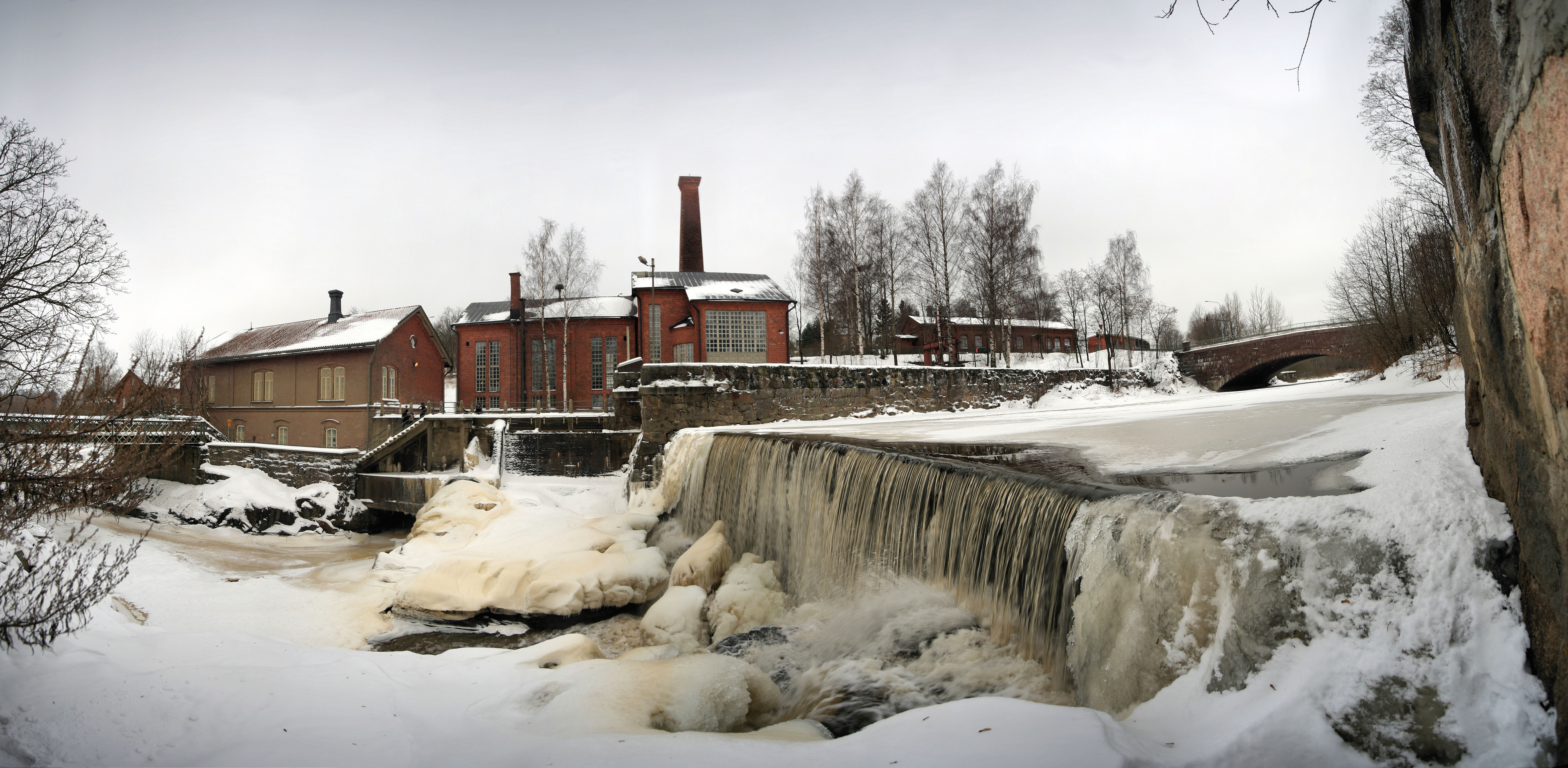
Chute d'eau à la hauteur de l'île de Kuninkaankartanonsaari en 2009.

1. ↑  (branche occidentale)
2. ↑  (branche orientale) et ses marches à poissons